# 3982 Kastelʹ
3982 Kastelʹ (1984 JP1) là một tiểu hành tinh vành đai chính được phát hiện ngày 2 tháng 5 năm 1984 bởi L. G. Karachkina ở Nauchnyj.